# 이로면 임성시장 기념비
이로면 임성시장 기념비는 전라남도 목포시 석현동에 있다. 2012년 5월 21일 목포시의 문화유산 제11호로 지정되었다.

## 개요
이 비석은 하당보건지소 앞에 위치한다. 이 비석은 무안군 이로면에 건립된 任城市場 개설을 기념하기 위해 1933년에 건립되었다. 비석 앞면에 <이로면 임성시장 기념비>라 새겨져 있고, 뒷면에 <昭和 8년(1933) 10월 10일 竪立‘이라 기재되어 있다. 이로써 보건대 이 비석은 일제강점기에 무안군 이로면에 설치된 임성시장 개설을 기념하기  위해 건립된 것으로 확인된다. 즉 일제에 의해 개항된 이후 근대 시장이 처음 열린 것으로 기념하기 위해 건립된 것으로 보인다.